# Cohors I Aelia Gaesatorum

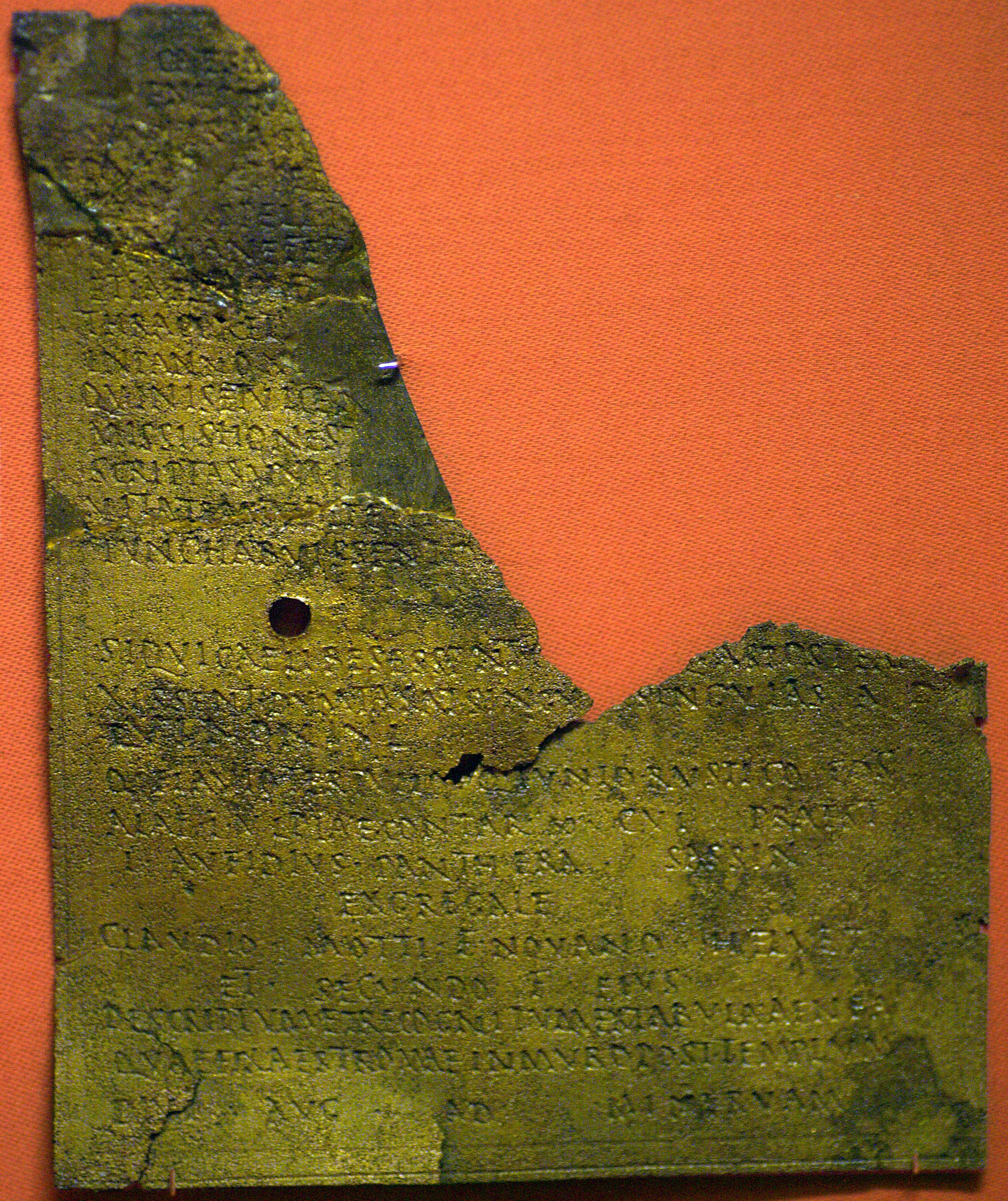
Das Militärdiplom von 133 n. Chr. für Pannonia superior

Die Cohors I Aelia Gaesatorum [sagittaria] [milliaria] (deutsch 1. aelische Kohorte der Speerwerfer [Bogenschützen] [1000 Mann]) war eine römische Auxiliareinheit. Sie ist durch Militärdiplome belegt.

## Namensbestandteile
- Aelia: Die Ehrenbezeichnung bezieht sich auf Kaiser Hadrian, dessen vollständiger Name Publius Aelius Hadrianus lautet. Es sind insgesamt 9 Kohorten mit diesem Namenszusatz bekannt; 7 wurde die Bezeichnung Aelia durch Hadrian verliehen und 2 durch Antoninus Pius.[1]

- Gaesatorum: [der] Speerwerfer. Die Soldaten der Kohorte wurden bei Aufstellung der Einheit auf dem Gebiet der römischen Provinzen Raetia und Gallien unter den Stämmen rekrutiert, die für ihren Gebrauch des Gaesums, eines Wurfspeers berühmt waren.[1] (siehe auch Gaesati)

- sagittaria: [der/aus] Bogenschützen. In den Militärdiplomen ist die Abkürzung sag angegeben. Der Zusatz kommt in den Militärdiplomen von 133 (CIL 16, 76, CIL 16, 77) und 161 (AE 1994, 1393, AE 2001, 1640) für die Provinz Pannonia superior vor.

- milliaria:[1] 1000 Mann. Je nachdem, ob es sich um eine Infanterie-Kohorte (Cohors milliaria peditata) oder einen gemischten Verband aus Infanterie und Kavallerie (Cohors milliaria equitata) handelt, lag die Sollstärke der Einheit entweder bei 800 oder 1040 Mann.

Da es keine Hinweise auf den Namenszusatz equitata (teilberitten) gibt, ist davon auszugehen, dass es sich um eine reine Infanterie-Kohorte (Cohors milliaria peditata) handelt. Die Sollstärke der Einheit lag daher bei 800 Mann, bestehend aus 10 Centurien Infanterie mit jeweils 80 Mann.

## Geschichte
Der erste Nachweis der Einheit in der Provinz Pannonia superior beruht auf einem Militärdiplom, das auf das Jahr 126 n. Chr. datiert ist. In dem Diplom wird die Kohorte als Teil der Truppen (siehe Römische Streitkräfte in Pannonia) aufgeführt, die in Pannonia superior unter dem Statthalter Lucius Cornelius Latinianus stationiert waren.
Die Rekrutierung der 126 aus dem Dienst entlassenen Soldaten musste dann um 101 erfolgt sein, d. h. die Einheit existierte bereits vor der Regierungszeit Hadrians. Für die Anfänge der Einheit gibt es daher folgende Vermutungen:
- die Kohorte wurde unter Trajan aufgestellt und erhielt die Ehrenbezeichnung Aelia unter Hadrian, als sich die Einheit im Kampf auszeichnete.
- die Kohorte wurde unter Hadrian aufgestellt. Die 126 entlassenen Soldaten bildeten bei der Aufstellung den Kern (Kader) dieser neuen Einheit.
- es könnte sich ursprünglich um einen numerus gaesatorum gehandelt haben, der unter Trajan für die Dakerkriege aufgestellt wurde. Unter Hadrian wurde diese Einheit dann zu einer Kohorte aufgewertet.

Weitere Militärdiplome, die auf 133 (siehe Abschnitt Unsicherheiten), 134 und 161 datiert sind, belegen die Einheit in Pannonia superior unter den Statthaltern Cornelius Proculus und Marcus Nonius Macrinus.
Der erste Nachweis der Einheit in der Provinz Dacia Porolissensis beruht auf einem Militärdiplom, das auf das Jahr 133 datiert ist. In dem Diplom wird die Kohorte als Teil der Truppen (siehe Römische Streitkräfte in Dacia) aufgeführt, die in Dacia Porolissensis unter dem Statthalter Flavius Italicus stationiert waren. Weitere Militärdiplome, die auf 151, 154, 161 und 164 datiert sind, belegen die Einheit in derselben Provinz.

### Zeitliche Abfolge
Die zeitliche Abfolge der Militärdiplome (und damit der Provinzen, in denen die Kohorte stationiert war) stellt sich wie folgt dar:
- 126: Pannonia superior
- 133: Dacia Porolissensis, als Cohors I Aelia Gaesatorum (siehe Abschnitt Unsicherheiten)
- 133: Pannonia superior, als Cohors I Aelia Gaesatorum sagittaria
- 134: Pannonia superior
- 151: Dacia Porolissensis
- 154: Dacia Porolissensis
- 161: Dacia Porolissensis, als Cohors I Aelia Gaesatorum (siehe Abschnitt Unsicherheiten)
- 161: Pannonia superior, als Cohors I Aelia Gaesatorum sagittaria
- 164: Dacia Porolissensis

## Standorte
Standorte der Kohorte in den Provinzen Pannonia superior und Dacia Porolissensis sind nicht bekannt.

## Kommandeure
Kommandeure der Einheit sind nicht bekannt.

## Unsicherheiten

### Militärdiplome von 133
Die Lesart einer Einheit, die auf den Militärdiplomen von 133 aufgeführt ist, ist umstritten. Der Name kann als I Ael(ia) Gaes(atorum) (milliaria) sag(ittariorum) (CIL 16, 76, CIL 16, 77) oder als Cohors I Ael. Caes. (milliaria) sag. gelesen werden. Je nach Lesart wird die Einheit dann entweder als Cohors I Aelia Gaesatorum oder als Cohors I Aelia Sagittariorum interpretiert und die beiden Militärdiplome werden der bevorzugten Einheit zugewiesen.
In den Diplomen von 133 für Pannonia superior wird die Kohorte als Cohors I Aelia Gaesatorum sagittaria geführt. In dem Diplom von 133 für Dacia Porolissensis wird die Kohorte als Cohors I Aelia Gaesatorum geführt. In welcher Provinz die Einheit 133 zuerst stationiert war, ist nicht bekannt.

### Militärdiplome von 161
In den Diplomen von 161 für Pannonia superior wird die Kohorte als Cohors I Aelia Gaesatorum sagittaria geführt. In dem Diplom von 161 für Dacia Porolissensis wird die Kohorte als Cohors I Aelia Gaesatorum geführt. In welcher Provinz die Einheit 161 zuerst stationiert war, ist nicht bekannt.